# Métro de Patna
Le métro de Patna est un réseau métropolitain en cours de construction dans la ville de Patna, dans le Bihar, en Inde. Constitué à terme de deux lignes, il doit commencer à fonctionner en 2025.